# ジェームス・W・モーリー
ジェームス・ウィリアム・モーリー（英: James William Morley、1921年7月12日 - 2020年9月27日）はアメリカ合衆国の政治学者・歴史学者、コロンビア大学名誉教授。専門は日本外交、東アジアの国際関係。

## 経歴
ハーバード大学在学中、太平洋戦争の開戦を経験し、日本に関心を持つ。1942年に同大学を卒業し、1942年から43年までフレッチャー法律外交大学院で学んだ後、アメリカ海軍に志願する。コロラド州ボルダ―の海軍日本語学校で語学研修を受け、海軍付属通信機関（Naval Communications Annex :NCA）で日本海軍の暗号通信解読作業に従事する。
戦後はジョンズ・ホプキンズ大学、高等国際問題研究大学院で学び、1945年に修士の学位を取得。さらにGI法に基づく復員兵奨学金を得て日本研究を志し、コロンビア大学大学院に進学する。コロンビア大学では角田柳作に影響を受け、ドナルド・キーン、エドワード・サイデンステッカー、セオドア・ド・バリーといった同世代の軍隊帰りの東アジア研究者たちと親交を結んだ。日本滞在を経たのち、シベリア出兵をめぐる外交史の研究で1954年に博士の学位を取得。同年設立間もないコロンビア大学東アジア研究所に迎えられる。
その後はコロンビア大学で長く教鞭をとり、政治学部長、東アジア研究所長などを歴任した。1967年から69年まで、駐日アメリカ大使特別補佐官として東京に勤務。U・アレクシス・ジョンソン大使を補佐した。日本の国際政治学者・歴史家らによる本格的な開戦外交史研究プロジェクトの成果である『太平洋戦争への道』の英語版を編訳したことでも知られる。

## 受賞・栄典
- 1987年 - 国際交流基金賞受賞。

## 著書

### 単著
- The Japanese Thrust into Siberia, 1918, (Columbia University Press, 1957).
- Japan and Korea: America's Allies in the Pacific, (Walker and Company, 1965).

### 編著
- Dilemmas of Growth in Prewar Japan, (Princeton University Press, 1971).

小平修・岡本幸治監訳『日本近代化のジレンマ――両大戦間の暗い谷間』（ミネルヴァ書房, 1974年）
- Japan's Foreign Policy, 1868-1941: a Research Guide, (Columbia University Press, 1974).
- Forecast for Japan: Security in the 1970's, (Princeton University Press, 1972).
- Prologue to the Future: the United States and Japan in the Post-Industrial Age, (Lexington Books, 1974).
- Security Interdependence in the Asia Pacific Region, (Lexington Books, 1986).
- Driven by Growth: Political Change in the Asia-Pacific Region, (M.E. Sharpe, 1993, Reviced ed., 1999).

### 共編著
- （西原正）『台頭するベトナム――日米はどう関わるか』（中央公論社, 1996年）

Vietnam joins the World, co-edited with Masashi Nishihara, (M.E.Sharpe , 1997).

## 翻訳
いずれも日本国際政治学会太平洋戦争原因研究部編『太平洋戦争への道』（1962-63年）の抜粋訳書
- Deterrent Diplomacy: Japan, Germany, and the USSR, 1935-1940, (Columbia University Press, 1976).
- The Fateful Choice: Japan's Advance into Southeast Asia, 1939-1941, (Columbia University Press, 1980).
- Japan Erupts: the London Naval Conference and the Manchurian Incident, 1928-1932, (Columbia University Press, 1984).
- The China Quagmire: Japan's Expansion on the Asian Continent, 1933-1941, (Columbia University Press, 1983).
- The Final Confrontation: Japan's Negotiations with the United States, 1941, (Columbia University Press, 1994).